# Homeotermo (EP)
Homeotermo es el primer extended play del cantante y compositor mexicano Caloncho, lanzado en 2011, fue producido por él mismo de manera casera. Se compone de 3 canciones originales escritas por Caloncho entre las que se encuentran; «Los animales», «Mango taco» –que posteriormente serían incluidas en Fruta II– y «Opportunity» –versión en inglés de la canción «Pasa el tiempo»–.

## Lista de canciones
| Lista de canciones |                |                                 |          |  |
| N.º                | Título         | Escritor(es)                    | Duración |  |
| 1.                 | «Los animales» | Oscar Alfonso Castro Valenzuela | 2:24     |  |
| 2.                 | «Mango taco»   | Castro Valenzuela               | 2:45     |  |
| 3.                 | «Opportunity»  | Castro Valenzuela               | 4:30     |  |
| 9:49               |                |                                 |          |  |